# Chinesinho (balão)

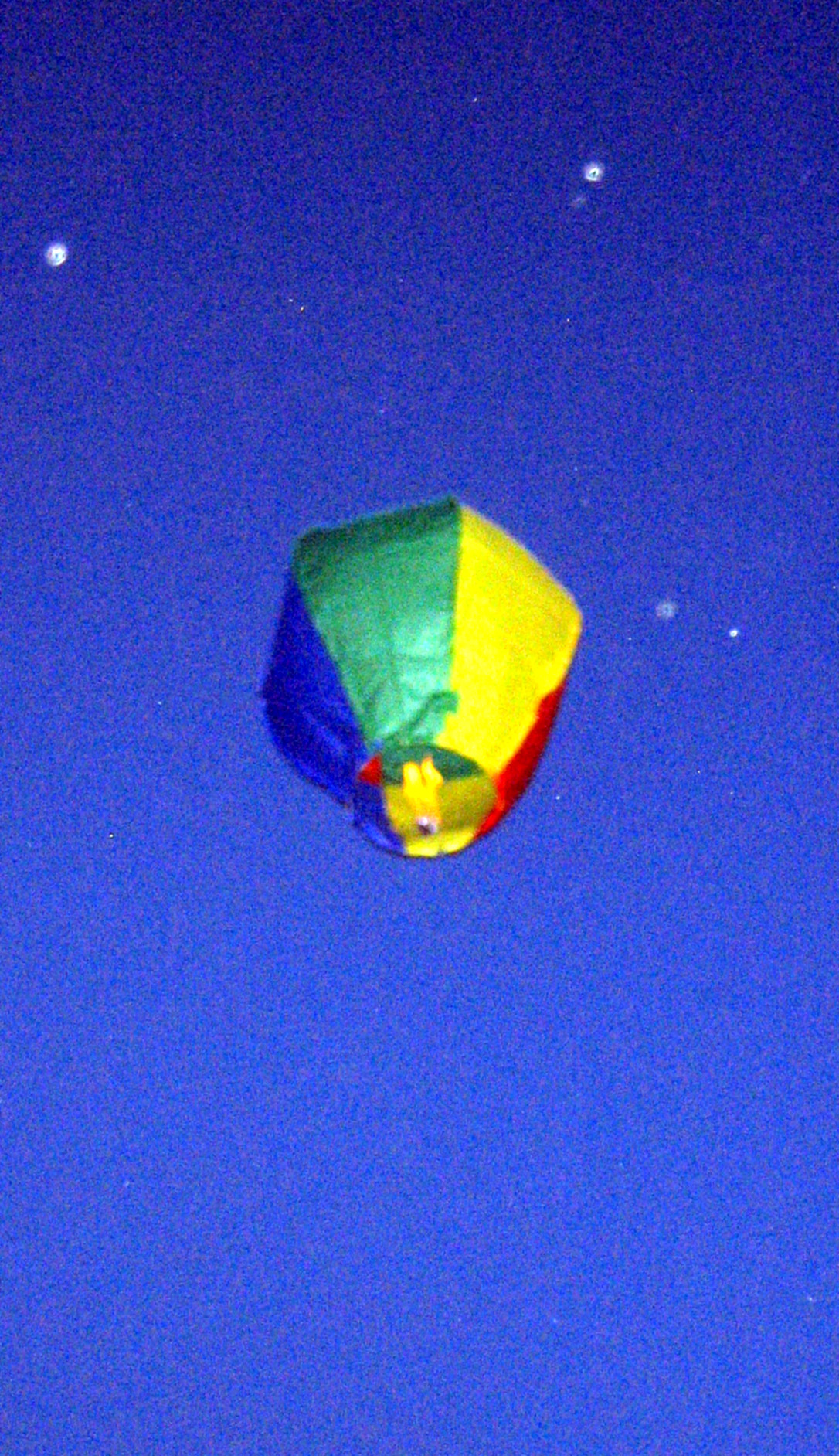

O chinezinho ou chinesinho é um tipo de balão de São João pequeno que pode ser feito com vários papeis. Pode ser meramente decorativo ou um daqueles que passeiam pelos céus com curta distância e não ganha muita altura porque apaga rapidamente. Este costume foi trazido pelos portugueses para o Brasil e se mantém em ambos os lados do Oceano Atlântico.

## O uso de balões
A soltura de balões fogos de artifício durante o São João no Brasil está culturalmente associado à tradição das fogueiras juninas e aos efeitos visuais das celebrações. Contudo, fabricar, vender, transportar ou soltar balões que possam provocar incêndios é crime ambiental, previsto no artigo 42 da Lei de Crimes Ambientais (Lei nº 9.605, de 12 de fevereiro de 1998). Adicionalmente, tal prática pode ser enquadrada como atentado à segurança do transporte aéreo, conforme o artigo 261 do Código Penal Brasileiro (Decreto-Lei nº 2.848, de 7 de dezembro de 1940), sendo passível de pena de reclusão de dois a cinco anos, além de multa.
Por outro lado, o balão tipo “chinezinho” não representa risco significativo, desde que lançado sob condições climáticas adequadas — como ventos de 0 km/h em solo e correntes inferiores a 5 km/h — e em locais seguros, longe de fios, cabos elétricos e edificações. Ainda assim, seu uso deve ser realizado com cautela, respeitando a legislação e garantindo a segurança das pessoas e do meio ambiente. 